# Tuberculefferia
Tuberculefferia is een vliegengeslacht uit de familie van de roofvliegen (Asilidae).

## Soorten
- T. producta (Hine, 1919)
- T. setigera (Wilcox, 1966)
- T. spiniventris (Hine, 1919)
- T. tuberculata (Coquillett, 1904)
- T. tucsoni (Wilcox, 1966)